# Sacramentorum sanctitatis tutela
Sacramentorum sanctitatis tutela (lat. ‚Der Schutz der Heiligkeit der Sakramente‘, SST) ist der Titel eines Motu proprio, das Papst Johannes Paul II. am 30. April 2001 unterzeichnete. Es wurde am 18. Mai 2001 allen Bischöfen und ihnen Gleichgestellten, begleitet von einer Note der Glaubenskongregation, bekannt gemacht. Am 5. November 2001 erfolgte die Promulgation im päpstlichen Amtsblatt Acta Apostolicae Sedis. SST erschien ein Jahr nach dem dritten inoffiziellen Treffen von 17 englischsprachigen Bischöfen in Rom mit den Kardinälen Hoyos, Ratzinger und anderen Vertretern ihrer Kongregationen. Ziel der Bischöfe war es, von Rom klare  Vorgaben für das Vorgehen in Fällen sexuellen Missbrauchs Minderjähriger durch Priester zu erhalten.
Das begleitende Schreiben der Glaubenskongregation vom 18. Mai 2001 hieß De delictis gravioribus (oder Ad exsequendam) und informierte über die neuen Normen zum Schutz der Sakramente.

## Inhalt
SST löste die Bestimmungen der geheimen Verfahrensordnung von 1922 und der Instruktion Crimen sollicitationis des Heiligen Offiziums von 1962 ab. Es ist die Anweisung, eine kirchenstrafrechtliche Klärung von Fällen genau definierter schwerwiegender Straftaten gegen den Glauben oder die Feier der Sakramente der Glaubenskongregation als einem eigenen Apostolischen Gerichtshof zu überlassen. Im Begleitschreiben von Joseph Kardinal Ratzinger, dem Präfekten der Glaubenskongregation, wurden die Straftaten genauer spezifiziert. Als „Straftat gegen die Sitten“ wurde an letzter Stelle „die von einem Kleriker begangene Straftat gegen das sechste Gebot des Dekalogs an einem Minderjährigen unter 18 Jahren“ angeführt.
Gleichzeitig wurde die kirchenstrafrechtliche Verjährung mit 10 Jahren festgelegt, seit 21. Mai 2010 beträgt sie 20 Jahre. Die Verjährungsfrist beginnt bei Minderjährigen mit Vollendung deren 18. Lebensjahres.
Jeder Ordinarius kann die Glaubenskongregation um Dispens von der Verjährung bitten.
Der vatikanische Leitfaden sieht vor, dass nationale Gesetze zur Anzeigepflicht befolgt werden müssen, und zwar nicht erst nach einem kirchenrechtlichen Strafverfahren. Fällt auf Bischöfe ein begründeter Verdacht, liegt die Entscheidung über eine Anzeige bei staatlichen Behörden einzig und allein beim Papst bzw. bei der römischen Kongregation für die Bischöfe. Bei innerkirchlichen Anzeigen gegen Priester betreffend den Missbrauch des Sakramentes der Beichte darf den angezeigten Priestern der Name des Anzeigenden nur mit dessen Einverständnis mitgeteilt werden.

## Aktualisierung
Am 15. Juli 2010 gab der Heilige Stuhl eine Aktualisierung der von Sacramentorum sanctitatis tutela 2001 angeordneten universalkirchenrechtlichen Normen bei schwerwiegenden Straftaten bekannt, die Papst Benedikt XVI. am 21. Mai 2010 angeordnet hatte, um aus der Erfahrung der letzten Jahre, der jüngsten Diskussion und zur Bestätigung verschiedener, in der Zwischenzeit gewährter päpstlichen Vollmachten gegen Missbrauch eine systematische Zusammenschau und durch die erstmals vollständige Publikation der ergänzten Normen eine höhere Rechtssicherheit zu erreichen.